# ゴールド・リーフ・シティ
座標: 南緯26度14分10秒 東経28度00分44秒 / 南緯26.23611度 東経28.01222度
ゴールド・リーフ・シティ（英語: Gold Reef City）は、南アフリカ共和国ハウテン州ヨハネスブルグ市都市圏にあるテーマパークである。

## 概要
ウィットウォーターズランドの金鉱跡に建設した1880年代のゴールドラッシュをテーマにした施設。「アンダーグラウンドツアー」と呼ばれる金鉱採掘の見学ができる。

## 施設
- アナコンダ - 逆さま立ちで走行するジェットコースター
- ジョジ・エクスプレス - 高速ジェットコースター
- タワー・オブ・テラー - 垂直で47 mを落下するジェットコースター、6.3Gの圧力がかかる。

その他、4D映画などのアトラクションがある。また、アパルトヘイト博物館が隣接されている。